# 45

## Evenimente
- Bătălia de la Munda (Spania). Conflict ce a pus capăt războiului civil dintre forțele lui Pompeius Magnus și ale lui Iulius Caesar. Învingător s-a declarat Iulius Caesar.

## Decese
- Philon, unul dintre cei mai mari filozofi elenistici din rândul evreilor (n. 15 î.Hr.)